# Paulo de Velasco
Paulo César Marques de Velasco (Curvelo, 10 de fevereiro de 1937), conhecido como Paulo de Velasco ou apenas De Velasco, foi um pastor evangélico, jornalista, advogado, empresário e político brasileiro. Morreu em 15 de dezembro de 2022.

## Biografia
Filho de Antônio José de Vellasco Júnior e Dora Viana Marques Velasco, trabalhou nas rádios Guanabara e Carioca e nas TVs Continental e Tupi, onde fez parte da equipe de jornalismo. Foi também diretor de Recursos Humanos do BANERJ entre 1970 e 1976, sendo promovido a gerente-geral neste ano, e em 1987 virou pastor evangélico da Igreja Universal do Reino de Deus, exercendo o cargo de secretário-geral suplente. Entre 1987 e 1989, foi um dos debatedores do Canal Livre e também integrou a equipe do programa de Ney Gonçalves Dias na Rede Bandeirantes.
Foi, também, um dos debatedores e apresentadores do programa 25ª Hora (RecordTV), nos períodos 1992-94 e 1997-98, além de ser comentarista, também na década de 1990, no programa Record em Notícias (conhecido como "Jornal da Tosse") e no programa Debates da CNT de Curitiba (PR).
Filiado ao PRN ainda em 1989, foi eleito deputado estadual pelo estado de São Paulo em outubro de 1990, migrando ao PST pouco depois da posse, porém deixou o partido para integrar o PSD, pelo qual foi eleito deputado federal em outubro de 1994 e reeleito em 1998, pelo PRONA. Voltou ao PST em fevereiro de 1999 e ficou no partido até 2000, quando se filiou ao PSL. Não concorreu à reeleição em 2002, optando em disputar uma vaga na Assembleia Legislativa, mas não foi bem-sucedido: recebeu apenas 2.158 votos.
Em 2006, foi envolvido no Escândalo dos sanguessugas e o Ministério Público do Mato Grosso apresentou denúncia contra o político paulista à Justiça.